# Veikko
Veikko ist ein finnischer männlicher Vorname.

## Bedeutung
Das Wort veikko wird im Finnischen von jeher in zweierlei Bedeutung gebraucht. Eigentlich ist es eine Diminutivform von veli „Bruder“ und bedeutet mithin so viel wie „Brüderchen“, oder vielmehr „lieber Bruder“ (denn zumindest im Karelischen meint veikko gerade nicht den „kleinen“, also jüngeren Bruder, sondern den „großen“, älteren Bruder oder Vetter). Diese ursprüngliche Bedeutung ist in der heutigen finnischen Umgangssprache indes verblasst, wenn nicht obsolet. Hier wird veikko nurmehr in der allgemeineren Bedeutung „Junge, Bursche, Mann“ bzw. im positiv konnotierten Sinne von „Freund, Kumpel, Geselle“ gebraucht (so etwa im Namen zahlreicher Sportvereine wie der Turun Weikot aus Turku oder der Tampereen Pallo-Veikot, der „Ballfreunde“ aus Tampere), in jüngerer Zeit aber zusehends auch in ironischer Rede, salopp bis abschätzig, im Sinne von „Kerl, Typ, Macker“.
Als Vorname begegnet Veikko indes erst seit dem späten 19. Jahrhundert. Er ist einer von vielen vermeintlich volkstümlichen, „urfinnisch“ anmutenden Namen, die tatsächlich aber erst im Zuge der Fennomanie und der finnischen Nationalromantik aufkamen, als vom vaterländischen Gedanken beseelte Akademiker (darunter nicht wenige Finnlandschweden, die mehr schlecht als recht Finnisch sprachen) begannen, ihren Nachwuchs auf finnische Namen taufen zu lassen statt wie bislang üblich auf biblische, klassische, schwedische oder gar französische. Angesichts der sehr überschaubaren Zahl „echter“, tatsächlich im einfachen Landvolk verbreiteter finnischer Namen griffen die Fennomanen in ihrer Namennot zunächst oft auf die alte, aber erst kürzlich wiederentdeckten finnischen Mythologie zurück, zudem spannten sie viele wohlklingende und/oder sinnfällige finnische Vokabeln, die jedoch nie zuvor als Namen gedient hatten, für ihre Zwecke ein. So erging es auch veikko; der erste Finne, der im Jahre 1864 auf den Namen Veikko getauft wurde, war kein Bauernjunge, sondern der Pfarrerssohn Väinö Veikko Nordström, der später als Altphilologe berühmt werden sollte. Um auch das einfache finnische Volk dazu zu bewegen, seinen Söhnen und Töchtern finnische Namen zu geben, brachten die Fennomanen die jährlich erscheinenden, vieltausendfach verkauften „Volksalmanache“ in Stellung, die in Finnland vom 17. bis weit in das 20. Jahrhundert hinein eine kaum zu unterschätzende Rolle bei der Namenswahl spielten, da im darin enthaltenen Kalender auch die Namenstage festgeschrieben wurden. Nach und nach wurden die dabei berücksichtigten Namen auf fennomanes Betreiben hin aktualisiert und biblische, klassische und schwedische Namen durch finnische ersetzt. Erstmals wurde der Name Veikko (bzw. Weikko, in heute veralteter Rechtschreibung) 1882 im Almanach des Finnischen Volksbildungswerks (Kansanvalistusseura) aufgeführt, wobei er sich hier seinen Namenstag, den 9. November, noch mit dem lateinischen Namen Julius teilte; in den quasi offiziellen Almanach der Universität Helsinki wurde Veikko erst 1908 aufgenommen.

## Häufigkeit
Bis etwa 1900 wurde der Name noch recht selten vergeben, erfreute sich aber in der ersten Hälfte des 20. Jahrhunderts großer Beliebtheit und war in den Jahren 1919, 1922, 1925 sowie 1926 sogar der am häufigsten vergebene Jungenname überhaupt. In der Nachkriegszeit galt der vormalige Modename bald als altbacken und wurde entsprechend selten vergeben. Seit der Jahrtausendwende erlebt er aber eine kleine Renaissance: so wurden seit der Jahrtausendwende immerhin 9197 Jungen auf den Namen Veikko, 4449 weitere auf seine zuvor sehr seltene Variante Veikka.

## Varianten
Veli, „Bruder“, also das Stammwort von veikko, ist ebenfalls ein gängiger Vorname. Andere von Veli abgeleitete Kosenamen sind Veikka und Veijo.
Die estnische Entspruchung des Namens ist Veiko/Veigo.

## Namenstag
Namenstag ist der 9. Januar.

## Namensträger
- Veikko Aaltonen (* 1955), finnischer Filmregisseur, Redakteur und Schauspieler
- Veikko Hakulinen (1925–2003), finnischer Skilangläufer und Biathlet
- Veikko Heinonen (1934–2015), finnischer Skispringer und Pesäpallo-Spieler
- Veikko Heiskanen (1895–1971), finnischer Geodät
- Veikko Huhtanen (1919–1976), finnischer Kunstturner
- Veikko Kankkonen (* 1940), finnischer Skispringer
- Veikko Karvonen (1926–2007), finnischer Marathonläufer
- Veikko Kasslin (1919–2021), finnischer Radrennfahrer
- Veikko Antero Koskenniemi (1885–1962), finnischer Schriftsteller
- Veikko Lahti (1926–2014), finnischer Ringer
- Veikko Litzen (1933–2011), finnischer Kulturhistoriker und Archivar
- Veikko Ruotsalainen (1908–1986), finnischer Skisportler
- Veikko Väänänen (1905–1997), finnischer Latinist und Romanist